# Mohamed Muizzu
Mohamed Muizzu (dhivehi: މުޙައްމަދު މުޢިއްޒު, født 15. juni 1978) er en maldivisk politiker, der siden 2023 har været Maldivernes præsident. Han var  tidligere borgmester i hovedstaden Malé fra 2021 til 2023 og minister for infrastruktur på Maldiverne fra 2012 til 2018. Som kandidat for det højreorienterede parti People's National Congress, støttet af Progressive Party of Maldives og tidligere præsident Abdulla Yameen, vandt han i september 2023 præsidentvalgets anden valgrunde mod den siddende præsident Ibrahim Mohamed Solih og blev Solihs udpegede efterfølger. Han tiltrådte som præsident 17. november 2023.
I februar 2012 blev han udnævnt til bolig- og miljøminister i Waheeds regering. Tre måneder senere blev han minister for boliger og infrastruktur som led i en omstrukturering. Muizzu fortsatte som minister da Abdulla Yameen blev valgt til præsident i 2013. I sine fem år på posten realiserede Muizzu store infrastrukturprojekter: Bygningen af Sinamalé-broen, som forbinder hovedstaden Malé med den planlagte nye by Hulhumalé via Velana International Airport på Hulhulé, blev ledet af Muizzu og hans team, ligesom Rasfannu-stranden, Kong Salman-moskeen og omdannelsen af Sultan Park. Nogle projekter blev delvist finansieret af Kinas infrastrukturinitiativ Den nye Silkevej. Muizzu søger tættere bånd mellem Maldiverne og Folkerepublikken Kina, snarere end Indien som tidligere.
Muizzu er bygningsingeniør fra University of London og har en Ph.d. i ingeniørvidenskab fra University of Leeds i England.